# Vipera ammodytes

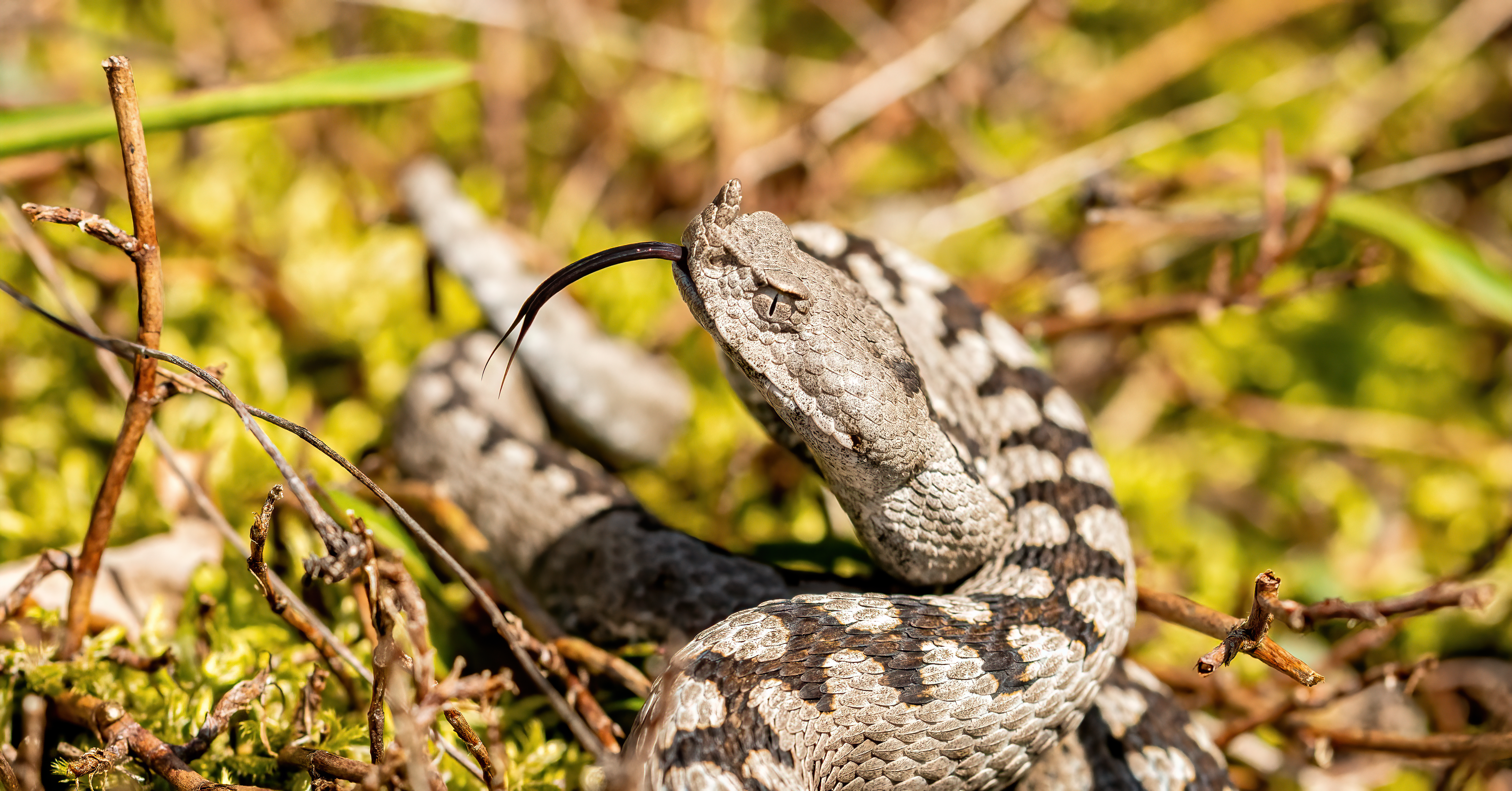
Vipera ammodytes osservata in Friuli Venezia Giulia

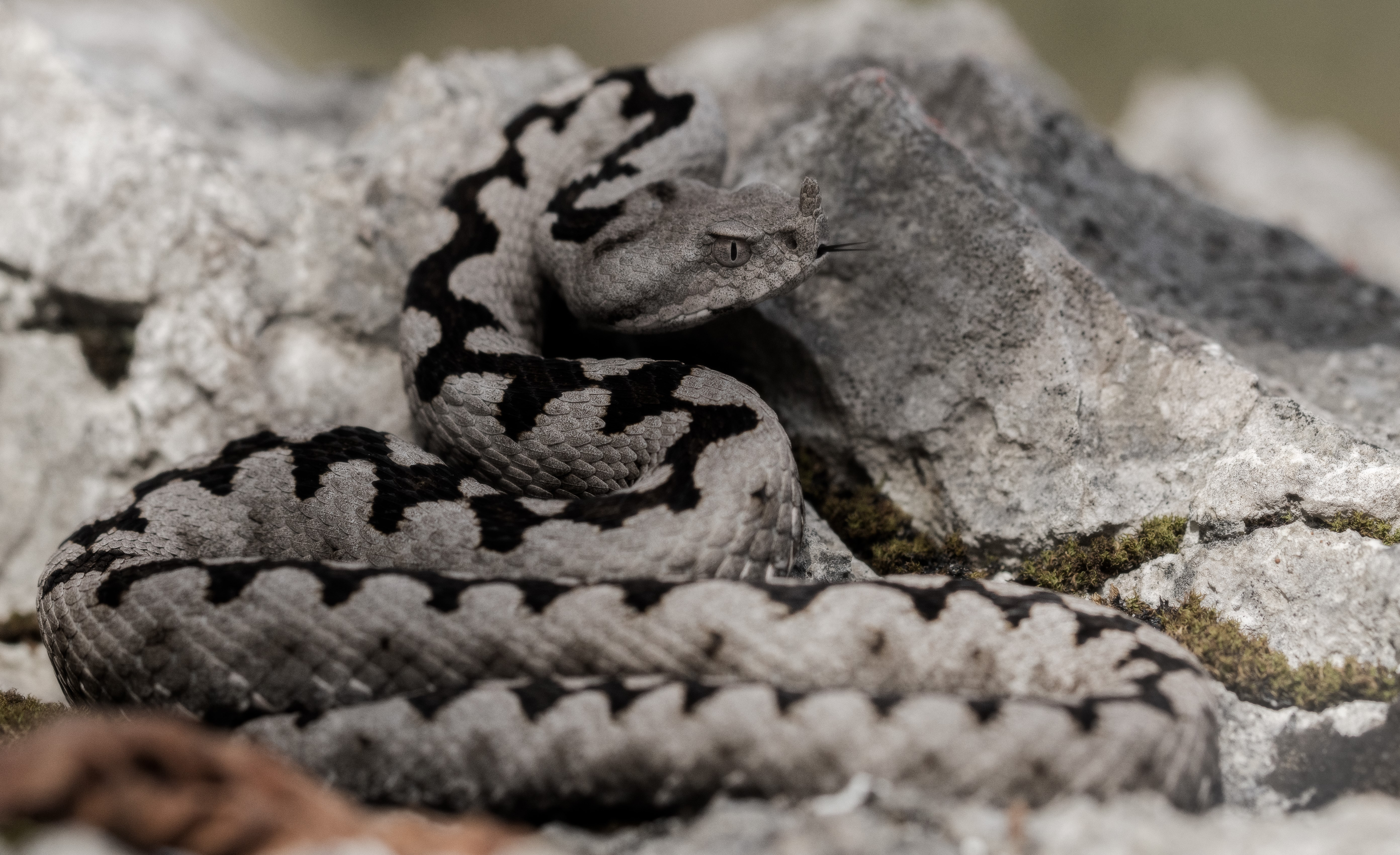
Esemplare di un giovane maschio di Vipera ammodytes

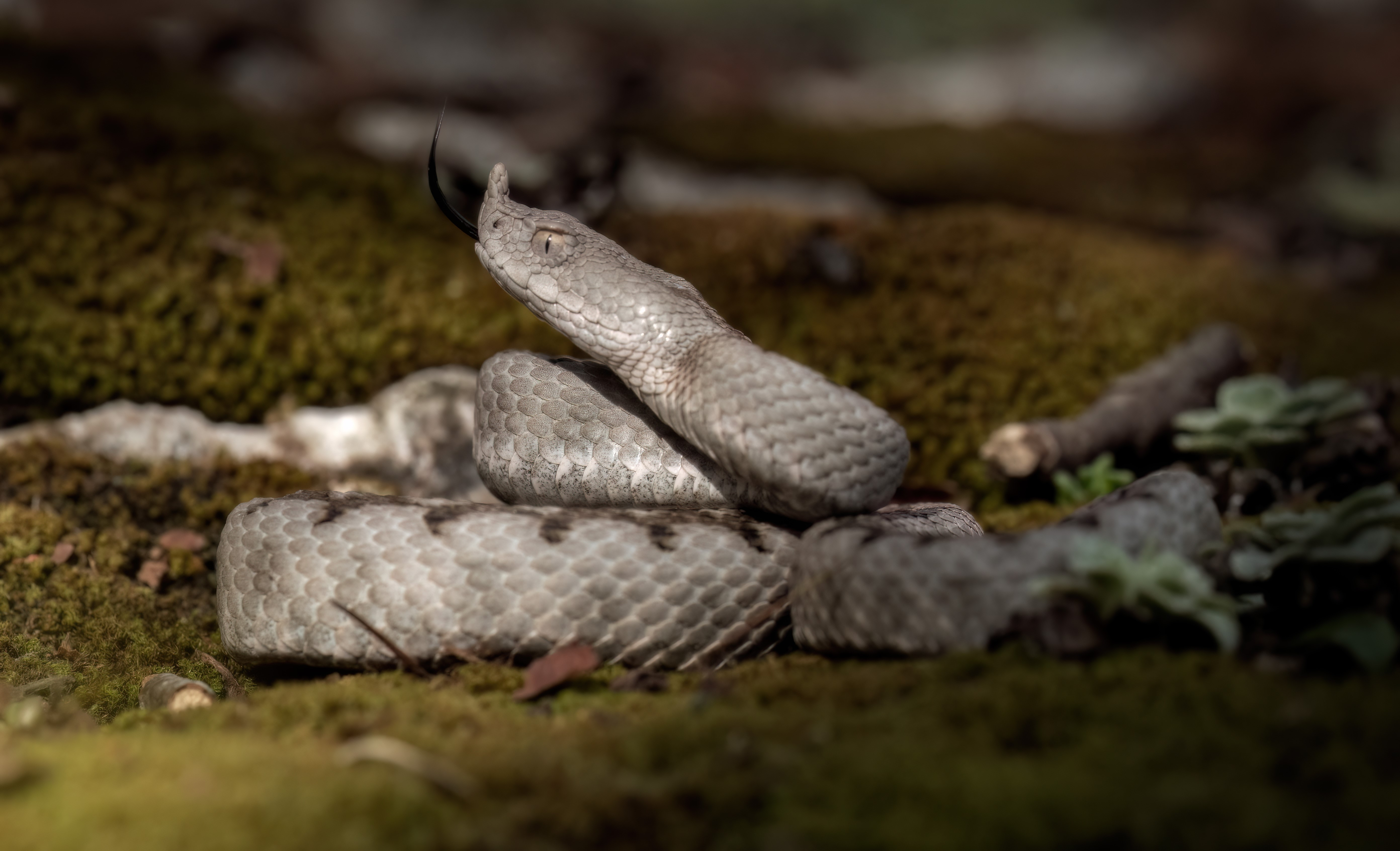
Esemplare di una giovane femmina di Vipera ammodytes

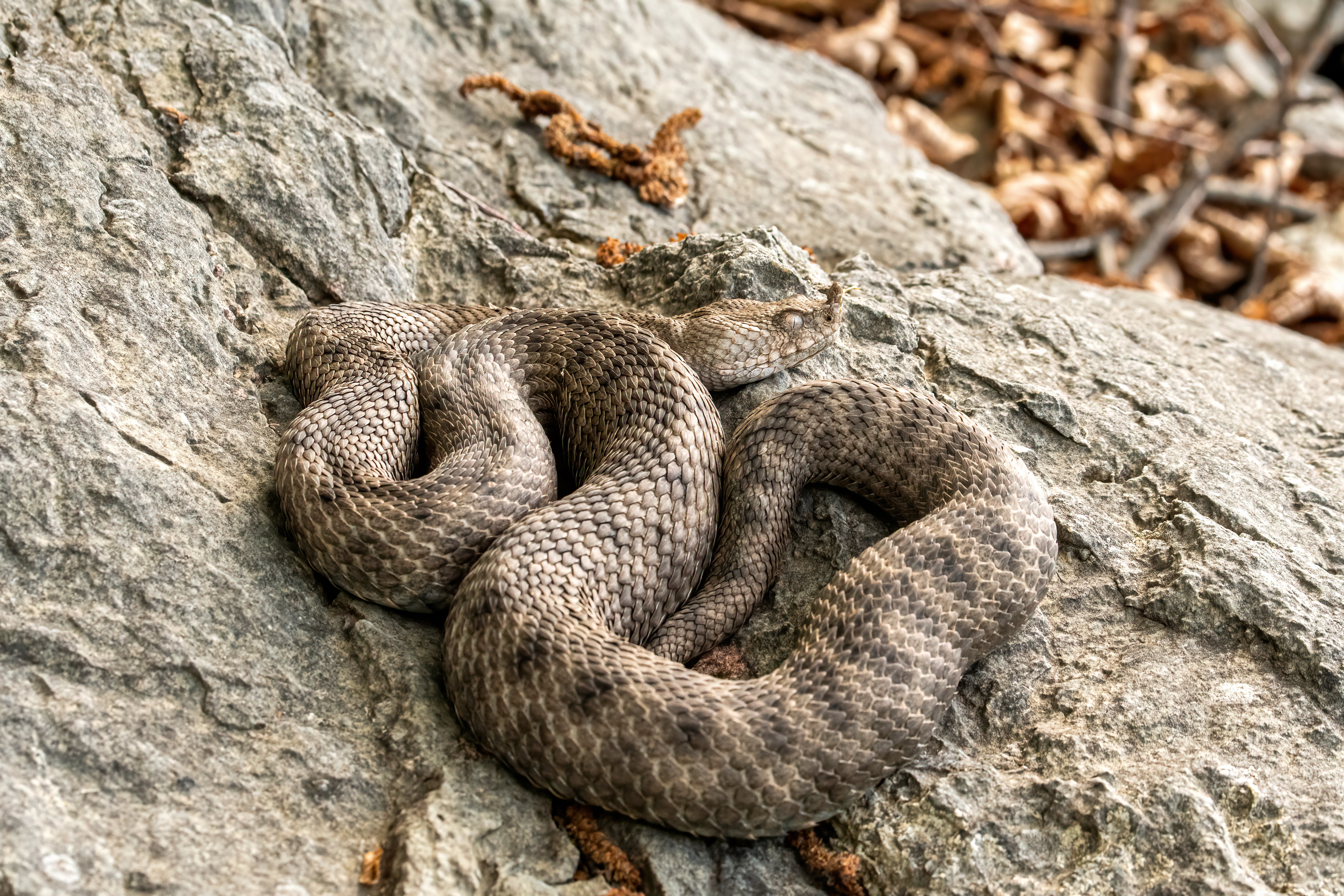
Vipera ammodytes in procinto di muta

La vipera dal corno (Vipera ammodytes (Linnaeus, 1758)) è un serpente velenoso appartenente alla famiglia Viperidae, diffuso prevalentemente in Europa sud-orientale.

Il nome comune deriva da un'appendice carnosa posta sulla punta del muso.

## Descrizione
La vipera dal corno può raggiungere i 95 cm di lunghezza. La colorazione può variare dal marrone al grigio. Lungo il dorso corre un disegno di colore più scuro somigliante a una linea a zigzag o una serie di rombi uniti. Le forme melaniche sono rare.
Caratteristica di questa specie è il "corno" posto sulla punta del muso.
La vipera dal corno è la più pericolosa per l'uomo tra le vipere osservate in Italia, anche se l'animale è timido e generalmente tende alla fuga in presenza di pericoli.

## Distribuzione geografica
La vipera del corno in Italia è presente principalmente in Friuli Venezia Giulia e in alcune aree del Bellunese e nel Bolzanino, ove però si sta segnalando un calo di avvistamenti. All'estero la si può trovare in Austria meridionale, in Slovenia, in Romania, e nell'area della penisola balcanica partendo dalla Grecia, passando poi per la Bulgaria fino alla Turchia occidentale.

## Riproduzione
La vipera dal corno è ovovivipara. Le femmine si accoppiano ogni due anni, tra aprile e maggio. Le nascite avvengono tra agosto e settembre e le vipere appena nate misurano tra i 15 e i 20 cm, alimentandosi in modo indipendente sin dalla nascita.

## Folclore
Parti del corpo della vipera dal corno nel folclore hanno il potere di proteggere dai mali. In Alto Adige è tradizione conservare le vertebre dell'animale sotto forma di rosario, mentre nella Venezia Giulia si usa mettere sotto grappa le teste recise.
Nella ex Jugoslavia, la Vipera ammodytes è chiamata poskok ("saltatore") perché le si attribuisce la capacità (che in realtà non ha) di compiere balzi.

## Bibliografia

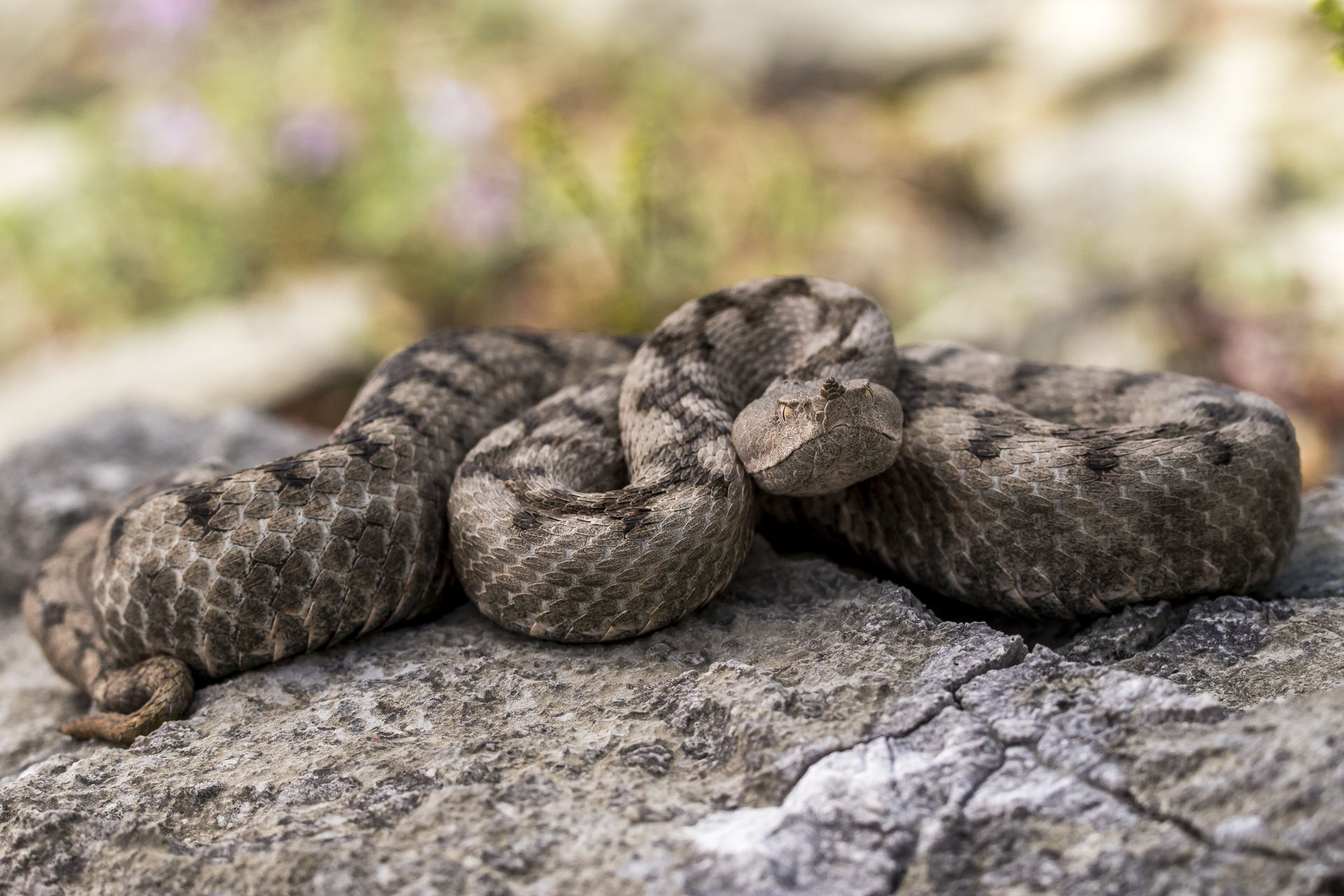
Vipera Ammodytes nel Parco naturale delle Dolomiti Friulane.